# Małgorzata Lipmann
Małgorzata Lipmann (ur. 10 stycznia 1976 w Warszawie) – polska aktorka teatralna i filmowa.

## Życiorys
W wieku 19 lat debiutowała w teatrze. Miało to miejsce 23 kwietnia 1995 roku na scenie Teatru Ochoty w Warszawie. Aktorka wcieliła się w rolę Iherve w spektaklu „Królik, królik”. W 2000 roku ukończyła studia na Akademii Teatralnej w Warszawie.
Występowała w następujących teatrach:
- Teatr na Woli w Warszawie
- Teatr Nowy w Poznaniu
- Teatr Polski w Warszawie
- Teatr Bajka w Warszawie

## Filmografia
- 1989: Janka – Kasia
- 1990: W piątą stronę świata – Sabina
- 1989: Janka – Kasia
- 1991: Odjazd – Hilda Baumler w latach 30.
- 1995: Sukces – modelka
- 1995: Odjazd – Hilda Baumler w latach 30.
- 1998: Złotopolscy – dziennikarka przygotowująca program „Randki w ciemno” (odc. 13)
- 1999: Pierwszy milion – sekretarka „Frika”
- 2000: Dom – panna młoda wychodząca z USC na Starym Mieście (odc. 21)
- 2001: Wyspa R.O. (reż. Jan Lenica) - Dziewczyna
- 2001: Świat według Kiepskich – Iza (odc. 79)
- 2001-2002: Marzenia do spełnienia – Beata, sekretarka Marka Lisowskiego
- 2001: Lokatorzy – Renata Morawska (odc. 48)
- 2002: Wiedźmin – Lille (odc. 7)
- 2002-2010: Samo życie – Majka Rojska
- 2002: Kasia i Tomek – sprzedawczyni w sex-shopie (głos, odc. 8)
- 2003: Czarno to widzę – Lukrecja
- 2004: Pensjonat pod Różą – Magda Karbowiak, sekretarka w banku Iwy, kochanka Jacka
- 2005-2006: Tango z aniołem – aspirant Aldona
- 2005: Sąsiedzi – Anna Makarska (odc. 82, 83 i 88)
- 2005: Kryminalni – Agnieszka, koleżanka Pawlickiego (odc. 18)
- 2005: Bulionerzy – Zadrzyńska, szefowa w MZK (odc. 23)
- 2007-2008: Plebania – Megi (odc. 941, 988 i 993)
- 2007: Mamuśki – żona Jasińskiego (odc. 18)
- 2007-2008: Faceci do wzięcia – Monika, sekretarka Wiktora
- 2008-2009: Barwy szczęścia – Mary Smith, była żona Sama
- 2012: Na dobre i na złe – Justyna, żona Jacka (odc. 474 i 475)
- 2012: Prawo Agaty – krytyk sztuki (odc. 20)
- 2014: M jak miłość – Sztabowa, mama Bartka (odc. 1057 i 1058)
- 2014: Na Wspólnej – Lidia Czerska, żona Mariusza
- 2015: Chemia – kelnerka
- 2018: Narzeczony na niby – policjantka
- 2019: Ślad – Daria Kazimierska, żona Roberta i matka Sylwii (odc. 63)
- 2019: (Nie)znajomi – Marta Kamińska (głos)
- 2020: Przyjaciółki – kobieta na spotkaniu (odc. 192)
- 2020: Na dobre i na złe – Anka, współpracownica Miłosza (odc. 789 i 791)

## Dubbing
- 2010: Muminki w pogoni za kometą – staruszka